# Johann Aloys Gayer von Ehrenberg

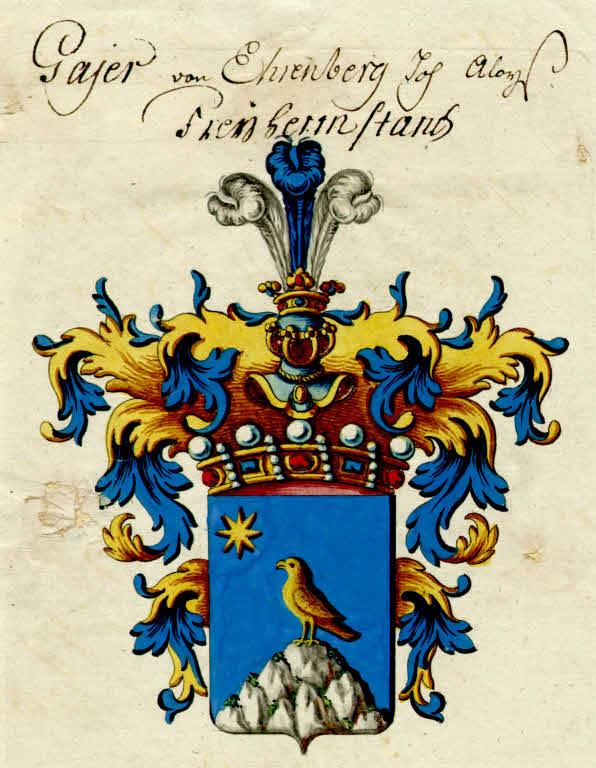
Freiherrenwappen

Johann Aloys Gayer Freiherr von Ehrenberg, auch Johann Alois Gajer von Ehrenberg (* 24. Dezember 1737 in Prag; † 8. März 1818 in Wien), war ein österreichischer Jurist und k. k. Hofrat bei der obersten Justizstelle. 

## Leben
Johann Aloys Gayer von Ehrenberg war der Sohn des Prager Bürgers und Apothekers Anton Franz Gayer (* 1699 in Prag), welcher auf Grund seiner Verdienste als praktischer Arzt und im Siebenjährigen Krieg bei der Behandlung von verwundeten Soldaten am 14. August 1764 von Kaiserin Maria Theresia geadelt wurde. Johann Aloys Gayer begann ein Studium der Rechtswissenschaften, das er 1764 als Doktor der Rechte abschloss. Am 20. Mai 1765 berief man ihn als Rat auf der Doktorbank der böhmischen Appellationskammer. Er war zeitweise Lehensreferendar sowie neun Jahre lang Mitglied des unter Kaiser Joseph II. reorganisierten Appellationsgerichtes. Seit dem 6. August 1792 fungierte er als Hofrat bei der obersten Justizstelle und war seit 1800 auch Beisitzer der Hofkommission in Gesetzessachen. In letzterer Eigenschaft wirkte er bis 1817 in den legislativen Beratungen bei der Erstellung des Bürgerlichen Gesetzbuches mit. 1816 trat er in den Ruhestand. Johann Aloys Gayer von Ehrenberg war Pächter der Herrschaft Brotiwin in Böhmen. In Anbetracht seiner Verdienste zeichnete ihn Kaiser Franz I. 1808 mit dem Ritterkreuz des königlichen Sankt-Stephan-Ordens aus und erhob ihn 1818, kurz vor seinem Tod, in den erblichen Freiherrenstand. Das Freiherrendiplom wurde erst nach seinem Tod ausgefertigt.

## Familie
Johann Aloys Gayer von Ehrenberg heiratete Eleonara von Werthenfeld († 1801). Seine Kinder waren:
- Maria Freiin Gayer von Ehrenberg, heiratete 1794 in Wien St. Stephan Johann Nepomuk Peithner von Lichtenfels
- Johann Freiherr Gayer von Ehrenberg († 1833), k. k. Hofrat am königlich-böhmischen Appellations- und Kriminalobergericht
- Lisette Freiin Gayer von Ehrenberg (* 1778)
- Elisabeth Freiin Gayer von Ehrenberg († 1802), starb ledig mit 21 Jahren
- Carl Freiherr Gayer von Ehrenberg (1782–1847), Administrator der Herrschaft Bzi, heiratete 1811 Elisabeth Holik (1785–1847)
- Barbara Freiin Gayer von Ehrenberg (* 1784), heiratete NN Stadler, k. k. Hofsekretär
- Magdalena Freiin Gayer von Ehrenberg (* 1788), heiratete Karl Ritter von Harasowsky, k. k. Landrechtspräsident und Landeshauptmann in Schlesien